# Henry Poirson
Cet article possède un paronyme, voir Henri Poisson.
Pour les articles homonymes, voir Poirson.
Henry Poirson est un haut fonctionnaire et homme politique français, né le 1er mai 1853 à Blénod-lès-Toul (Meurthe) et mort le 6 septembre 1923 à Paris
Receveur particulier des finances, il est préfet du Morbihan de janvier 1891 à octobre 1894. Il est ensuite directeur de la Sûreté générale, conseiller maitre à la Cour des comptes.
Préfet de la Manche du 1er juillet 1896 au 18 octobre 1898, il est ensuite préfet de Seine-et-Oise. Il est sénateur de Seine-et-Oise de 1907 à 1909, et questeur du Sénat de 1919 à 1923.

## Distinctions
- Officier de la Légion d'honneur (31 décembre 1895)[1]
- Officier d'académie

## Sources
1. ↑  « Recherche - Base de données Léonore », sur www.leonore.archives-nationales.culture.gouv.fr (consulté le 8 mai 2023)

- « Henry Poirson », dans le Dictionnaire des parlementaires français (1889-1940), sous la direction de Jean Jolly, PUF, 1960 [détail de l’édition]